# Jackie Cooper
Jackie Cooper (Los Ángeles, 15 de septiembre de 1922-Santa Mónica, 3 de mayo de 2011) fue un actor nominado al premio Oscar, ganador del premio Emmy como director de televisión, y productor de televisión. Fue un actor infantil que consiguió hacer la transición hacia la carrera de adulto.

## Biografía
John Cooper, Jr nació en Los Ángeles, California. Su padre, John Cooper, abandonó la familia cuando Jackie tenía dos años. Su madre, Mabel Leonard Bigelow, fue una pianista, y actriz infantil. Su tío paterno, Jack Leonard, fue un guionista y su tía materna, Julie Leonard, fue una actriz casada con el director Norman Taurog. Su padrastro, CJ Bigelow, era productor de un estudio.

### Comienzo de carrera actoral

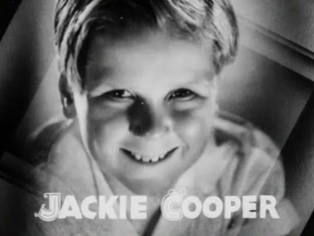
Cooper en la película Broadway to Hollywood (1933).

Cooper apareció por primera vez en el corto Guantes de Boxeo en 1929, una de las comedias de La pandilla. Firmó un contrato de tres años que finalizaría en 1932. Inicialmente era sólo un personaje de apoyo en 1929, pero a principios de 1930 lo había hecho tan bien con la transición a las películas de sonido que se había convertido en un importante personaje. Fue el personaje principal de los episodios Los Primeros Siete Años, Cuando el viento golpea, y otros. Sus más notables cortos exploraban su enamoramiento de Miss Crabtree, la maestra de escuela interpretada por June Marlowe, que incluye la trilogía de cortometrajes Teacher's Pet, School's Out, y Love Business.
A otros estudios cinematográficos les gustó el trabajo de Cooper y en la primavera de 1931, firmó con Paramount. Su primer papel fuera de La Pandilla fue en 1931, cuando Norman Taurog lo contrató como estrella en Skippy, un papel por el que fue nominado para el Premio de la Academia al Mejor actor -el actor más joven jamás nominado (a la edad de 9 años) para un Óscar como Mejor Actor-.
La película catapultó al joven Cooper al estrellato. El productor Hal Roach vendió el contrato de Jackie a la Metro-Goldwyn-Mayer a mediados de 1931, porque sentía que el joven tendría un futuro mejor en largometrajes. Comenzó entonces una larga relación en la pantalla con el actor Wallace Beery en películas como The Champ (1931), The Bowery (1933), La isla del tesoro (1934), y O'Shaughnessy's Boy (1935). Una legión de fanes y críticos de cine han encomiado la relación entre los dos como un ejemplo de la magia del cine clásico. Sin embargo, Cooper más tarde reveló que Beery era un violento borracho que se disgustaba con las personas con las que trabajó. Cooper dijo que Beery le maltrató y que era una de las personas más crueles que había conocido jamás.

## Carrera adulta

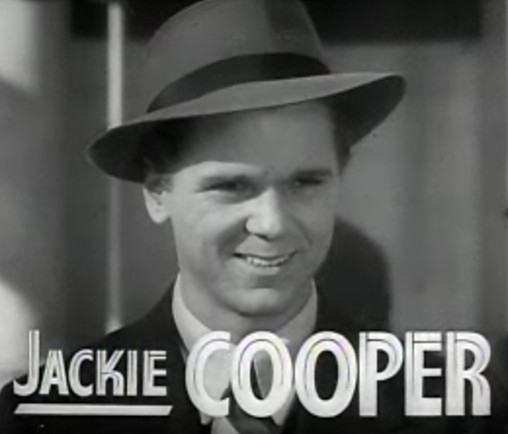
Cooper en el tráiler de Gallant Sons (1940).

No convencionalmente apuesto mientras llegaba a la edad adulta, Cooper tuvo el típico problema de los niños-actores para encontrar papeles como un adolescente, y sirvió en la Segunda Guerra Mundial, por lo que su carrera estaba en horas bajas cuando protagonizó dos populares series de televisión, The People's Choice (en Latinoamérica: Cleo y yo) y Hennesey. Su experiencia televisiva le convenció de que podía convertirse en un director y se trasladó con éxito detrás de las cámaras para convertirse en un ocupado director ganador del Emmy (1974 por M*A*S*H y 1979 por The White Shadow).
Cooper encontró renovada fama en las décadas de 1970 y 1980 como el editor del Daily Planet, Perry White en la serie de películas de Superman (1978-1987) protagonizadas por Christopher Reeve y Margot Kidder.

## Vida personal
Cooper estuvo casado en tres ocasiones: con June Horne (1944-1949) (un hijo, John "Jack" Cooper, nacido en 1946); Hildy Parks (1950-1951), y (desde 1954) con Barbra Krause (1927-2009) (tres hijos, Russ (nacido en 1956), Julie (1957-1997), y Crissy (1959-2009). 
La autobiografía de Cooper ¡Por favor, no le dispares a mi perro! se publicó en 1982. El título viene de la amenaza del director Norman Taurog de disparar contra el perro de Jackie si no era capaz de llorar en la película Skippy. Cooper tiene una estrella en el Paseo de la Fama de Hollywood en 1501 Vine Street.
Cooper era hasta el 3 de mayo de 2011 uno de los pocos supervivientes de la serie original de La Pandilla.

## Premios y distinciones
Premios Óscar
| Año  | Categoría   | Película | Resultado |
| ---- | ----------- | -------- | --------- |
| 1931 | Mejor actor | Skippy   | Nominado  |

## Autobiografía
- Cooper, Jackie (1982). Please Don't Shoot My Dog. Penguin Group, 40. ISBN 0-425-05306-7.[7]